# エメリー郡 (ユタ州)
エメリー郡（エメリーぐん、英: Emery County）は、アメリカ合衆国ユタ州の中部東寄りに位置する郡である。2010年国勢調査での人口は10,976人であり、2000年の10,860人から1.1%増加した。郡庁所在地はキャッスルデール市（人口1,630人）であり、同郡で人口最大の都市はハンティントン市（人口2,129人）である。1880年に設立され、郡名は1875年のユタ準州知事ジョージ・W・エメリーに因んで名付けられた。

## 歴史

### 前史時代

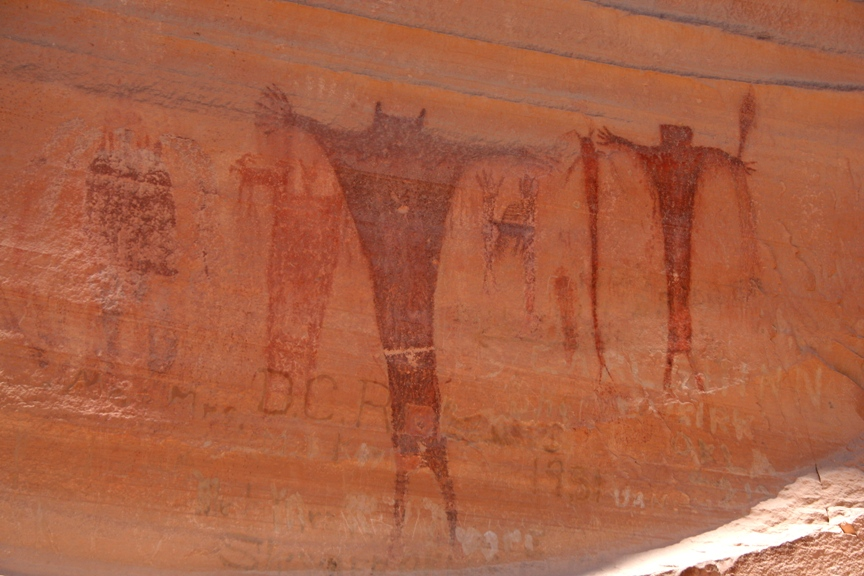
バックホーン・ドロー・絵文字パネル

エメリー郡のあるサンラファエル地域では、数千年前に遡って砂漠古代文化の人が住み、続いて西暦500年頃から1300年頃までのフレモント文化があった。それら人々の証拠としては、テンプルマウンテン・ウォッシュ、マディクリーク、フェロンボックス、ブラックドラゴン・キャニオン、およびバックホーン・ウォッシュなどで、多くの絵文字や岩面陰刻が見つけられている。これらの場所は国立歴史史跡に登録されている。ユト族インディアンもキャッスル・バレー (en:Castle Valley, Utah) を領地にしていた。

### オールドスパニッシュトレイル
キャッスル・バレーに入ってきた最初の白人はスペイン人交易業者と探検家達だった。これら探検家は1776年にユインタ・ベイスンを抜けてユタの北部を横切ったシルベストレ・バレス・デ・エスカランテの後の時代に入ってきた。スペイン人交易業者と探検家達はエスカランテが通ったよりも南側のルートを見つけ、これがオールド・スパニッシュ・トレイルと呼ばれるようになった。現在のニューメキシコ州サンタフェに始まり、コロラド州デュランゴを通り、ユタ州モアブがあるところでコロラド川を渡り、グリーンリバー市がある所でグリーン川を渡り、そこから西寄りのシーダー山に向かった。シーダー山の南を通り、バックホーン平原を横切り、レッドシープスを過ぎてハンティントン・クリークに至り、現在の橋がある位置の下流約1マイル (1.6 m) でクリークを渉り、コットンウッド・クリークに出た。さらにムーアのある場所でフェロン・クリークを渉り、ムーアの東約1マイルでロチェスター平原を横切り、現在のエメリーの町の約2マイル (3 km) 真東でマディ・クリークを渉った。そこからはサリナ・キャニオン（ソルト・クリーク）を過ぎ、南に転じてパロワン、マウンテンメドウズ、ラスベガス、カリフォルニア州のバーストウを経て太平洋岸に至った。

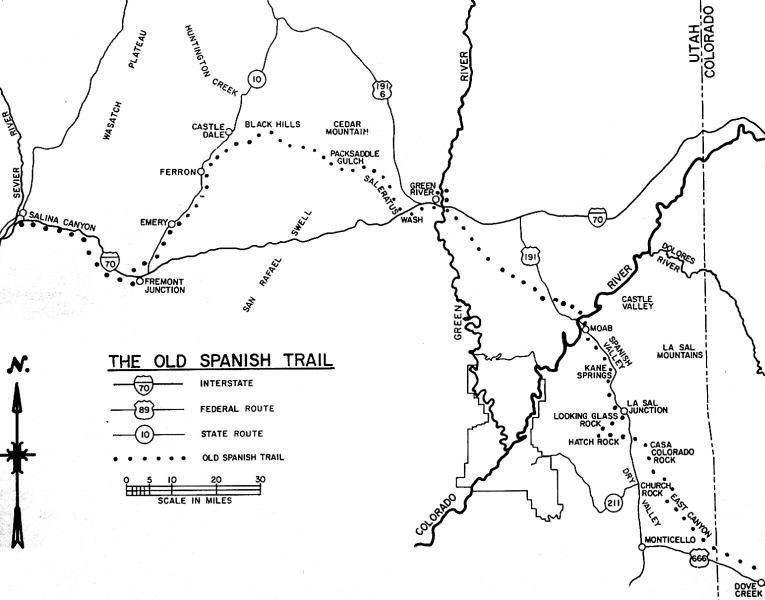
ユタ州南東部のオールドスパニッシュトレイル

旅人はサンフアン、コロラド、グリーン、ダーティデビルおよびサンラファエル各峡谷の垂直に切り立った壁を避けるために、キャッスル・バレーに入る必要があった。長年の探検が行われた後で、最良のルートがスパニッシュトレイルになった。サンタフェとユタ地域の間で発展した主要な交易対象は奴隷だった。インディアンの女性や子供の交易は違法だったが、それがスペイン人がユタとなった地域に入ってきた理由だった。その他にこの道の利用目的はカリフォルニアからサンタフェまで、大半は馬だったが、家畜を追うことだった。奴隷貿易は違法だったので、その交易業者は行動の記録を残しておらず、また旅や探検の範囲も記録されていない。オールドスパニッシュトレイルを旅した人々は、キャッスル・バレーが現在のエメリー郡全体にある城のような地形であることに感嘆して、この名前を付けた。

### 初期の探検家
キャッスル・バレーを最初に訪れたアメリカ人は毛皮罠猟師だった。特に初期に「失われた罠猟師」と言われるジェイムズ・ワークマンとウィリアム・スペンサーであり、コマンチェ族インディアンのためにその猟師隊とはぐれ、サンタフェに向かう道を見つけられると期待して、コロラド川のモアブ渡し辺りを彷徨った。そこで2人はカリフォルニアに向かう4、50人のスペイン人隊商と出会った。2人は隊商に加わって1809年にキャッスル・バレーを抜け、カリフォルニアに向かった。1830年、ウィリアム・ウィルフスキルがスパニッシュトレイルに沿ってキャッスル・バレーに来た。ウィルフスキルとその隊は毛皮罠猟師だったが、この地域には獲物が少なかったので留まらなかった。
1840年代後半から1850年代初期の罠猟師達に続いて、連邦政府の探検家がキャッスル・バレーに来て、大陸横断のルートを探った。その中でもキット・カーソンが有名である。カーソンはセントルイスからカリフォルニアまで直接郵便を配達するルートを探していた。実際にカーソンはカリフォルニアで金が発見されたという知らせをキャッスル・バレーを通って国内に伝えた。

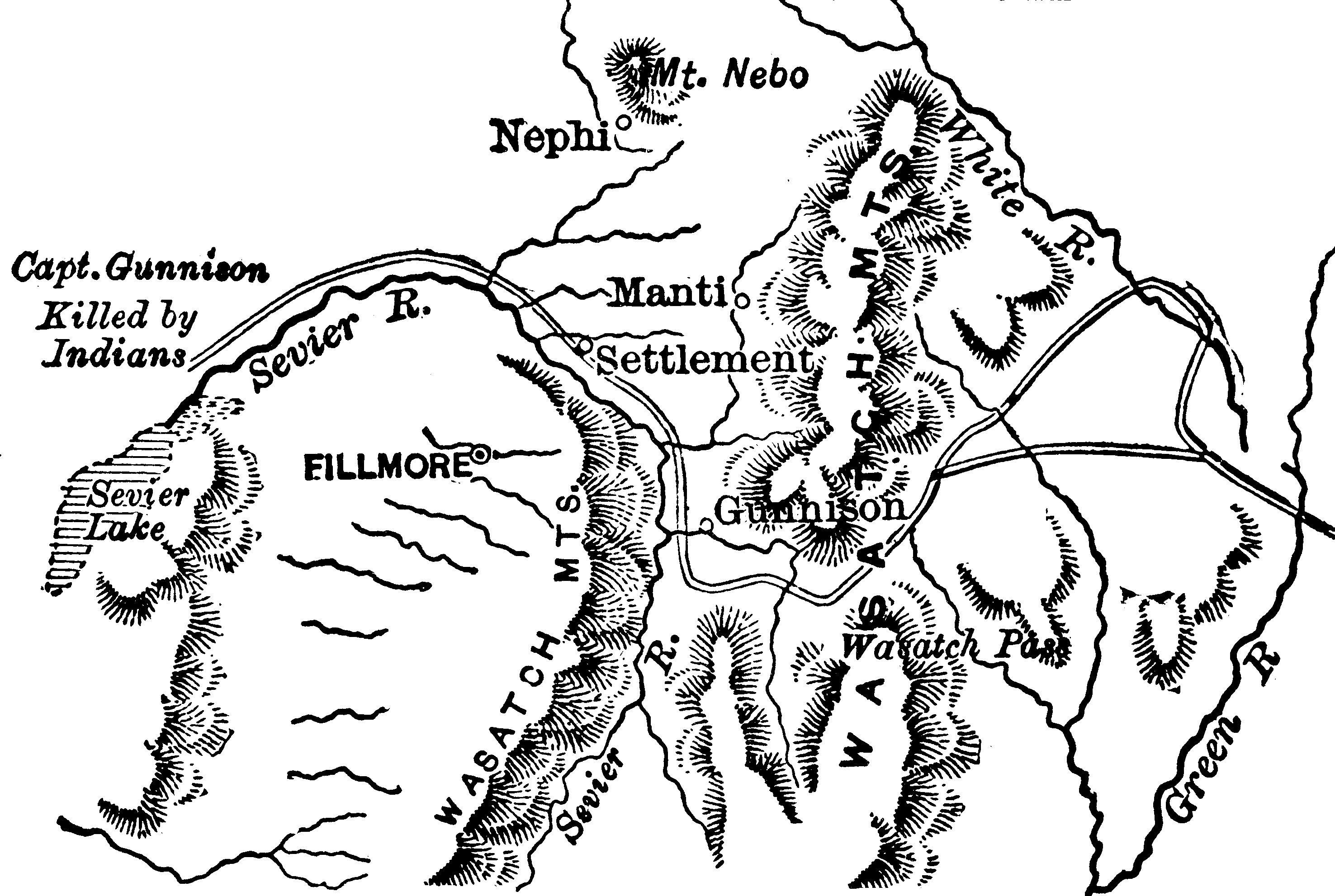
ユタを抜けるガニソンの道

1853年、アメリカ陸軍の地形工学技士ジョン・W・ガニソンが太平洋に抜ける鉄道のルート調査のために、キャッスル・バレーを通って来た。この任務は陸軍長官のジェファーソン・デイヴィスから与えられていた。ガニソンはその行程の詳細な記録を残しており、キャッスル・バレーを通るルートも丁寧に見ていた。ガニソンのルートはグリーン川の渡しで先ずスパニッシュトレイルに出会うことになっていた。その後グリーン川の西で短区間このトレイルを辿るが、現在シンバッド・リーフと呼んでいる岩の多い地域に入ると、ここを回り込む線を引いた。
連邦政府の派遣した3人目の探検家がジョン・C・フレモントだった。1853年から1854年に掛けての冬であり、冬季の天候からくる多くの困難さの故にその西への探検は注目されている。彼等は食料の枯渇や人を寄せ付けない地形に苦しめられた。キャッスル・バレーを離れてパロワンのモルモン教徒小集落に進むまでその困難さには休む暇もなかった。

### 開拓者の到着
1875年、サンピート郡の家畜飼育者が牛と羊を連れてキャッスル・バレーで餌を与えるために訪れ、その地域が開拓に適している可能性を認識した。サンピート郡では十分な土地と水がなかったことと、末日聖徒イエス・キリスト教会の指導層が非教会員の入ってくる前に占有されていない土地を獲得したいという望みがあったことで、1877年秋に若い家族がキャッスル・バレーに移転を始め、ハンティントン、フェロン、キャッスルデールおよびオレンジビルの町となる場所に落ち着いた。
1877年8月下旬、末日聖徒イエス・キリスト教会の大官長ブリガム・ヤングがサンピート教区官長に「...今年秋にキャッスル・バレーで少なくとも50家族を入植させる」ことを求める命令を出した。この命令により、ブリガム・ヤングが指示した中では最後のモルモン教徒開拓地ができた。1週間後の8月29日、偉大な植民者と言われたヤングが死んだ。ヤングは教会指導者だった30年間で、400に近い町や村の設立を監督・指示していた。エメリー郡内の開拓地が最後のものだった。
ヤングが命令を発してから間もなく、数隊の開拓者がサンピート地域を出て、キャッスル・バレーに向かった。彼等はハンティントン・クリーク、コットンウッド・クリーク、フェロン・クリーク沿いに入植した。翌1878年春、さらに幾つかの家族がこの地域に入った。エリアス・コックスとチャールズ・ホリングスヘッドがハンティントン・キャニオンに製材所を設立し、開拓地に材木を供給した。フェロン・クリークでは、開拓者が土地を耕し、灌漑用溝の建設を始めた。キャッスル・バレーの初期開拓者の大半はクリークや川に沿った水を得られる土地を容易に入手でき、1879年までに最良の土地の大半が占有された。
1880年2月、ユタ準州議会によってエメリー郡が創設され、このときは後にカーボン郡となる地域も含まれていた。1880年国勢調査では人口556人、農場数84だったが、この数字は、多くの著名開拓者が郡の役割から不注意にはずされていたので、少ない可能性がある。1890年までに人口は2,866人まで増加し、倒れそうな小屋の集落から、学校、店舗、教会のある町に成長していった。1880年から1900年の間で、ハンティントン（1884年）、エメリー（1885年）、クリーブランド（1885年）、ウェイクフィールド（1880年）など、多くの重要な運河が建設された。初期の運河の多くは現在も使われている。
1880年代初期、デンバー・アンド・リオグランデ・ウェスタン鉄道がエメリー郡のある地域を通す鉄道ルートの調査を始めた。初期の計画はエメリー郡の中心部を通るものだったが、ワサッチ山脈を超えるルートが険しすぎることが分かって中断された。代替案は郡域北東隅を通るものであり、郡内のほとんどの開拓地を素通りするものとなった。郡の大半は鉄道の恩恵を受けなかったが、郡東端のグリーンリバーの町は、鉄道が開通して一夜のうちに繁栄するようになった。

### 20世紀

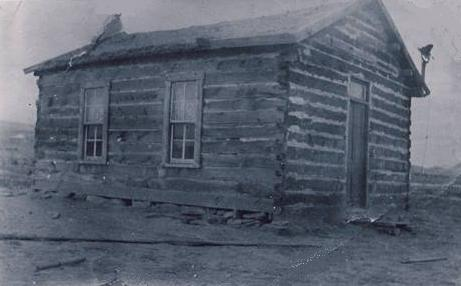
ムーアの学校、1912年頃

1900年、エメリー郡の人口は4,600人以上となった。450以上の農園が運営され、25,000エーカー (100 km²) 以上の土地で作物が栽培されていた。灌漑システムが拡張され新しい土地で生産ができるようになったが、その後の数十年間にこの地域を襲う問題にも繋がった。水利権の紛争がしばしば繰り返され、「深夜の灌漑」と呼ばれる水泥棒が頻発した。ほとんどの論争は法廷で解決されたが、暴力沙汰を呼ぶものも幾つかあった。
エメリー郡の土壌は古代海底のものであり、塩分濃度が高かった。排水不足や過剰給水によって塩分が表面に集まり、多くの土地が農業に適さなくなった。この問題は1890年代に現れ、1903年には農務省が、エメリー郡の開発済み農業用地の30％以上が劣化のために放棄されたと報告した。
灌漑が拡張されて開拓地も拡張され、幾つかの新しい町が設立された。さらに地域需要に対応していた小さな炭坑で構成されていた石炭産業が拡張され、幾つかの大規模炭坑が操業を始めた。アメリカ合衆国が第一次世界大戦に参戦すると、農製品価格が上がり、人手不足から炭坑の賃金も上がって、エメリー郡に小さな好況が訪れた。戦後は価格が下がり、1920年代の大半は苦しい時代だった。1920年代の後半で事態は幾らか改善されたが、1930年代初期の世界恐慌によってさらに重大な崩壊が襲った。1931年と1934年の干ばつが郡経済の苦しさを増した。
1930年代の10年間はエメリー郡住人にとって苦しい時代だった。郡人口は1920年の7,400人以上から1930年には7,000人超に減少し、1930年代は平行線を辿った。農製品価格は1929年の水準から40％下降し、石炭の生産量も半減した。水不足と土地の劣化はうち続く問題になっていた。1935年、41,725エーカー (177 km²) の農業用地のうち、わずか16,462エーカー (66 km²) のみが作物を生産していた。

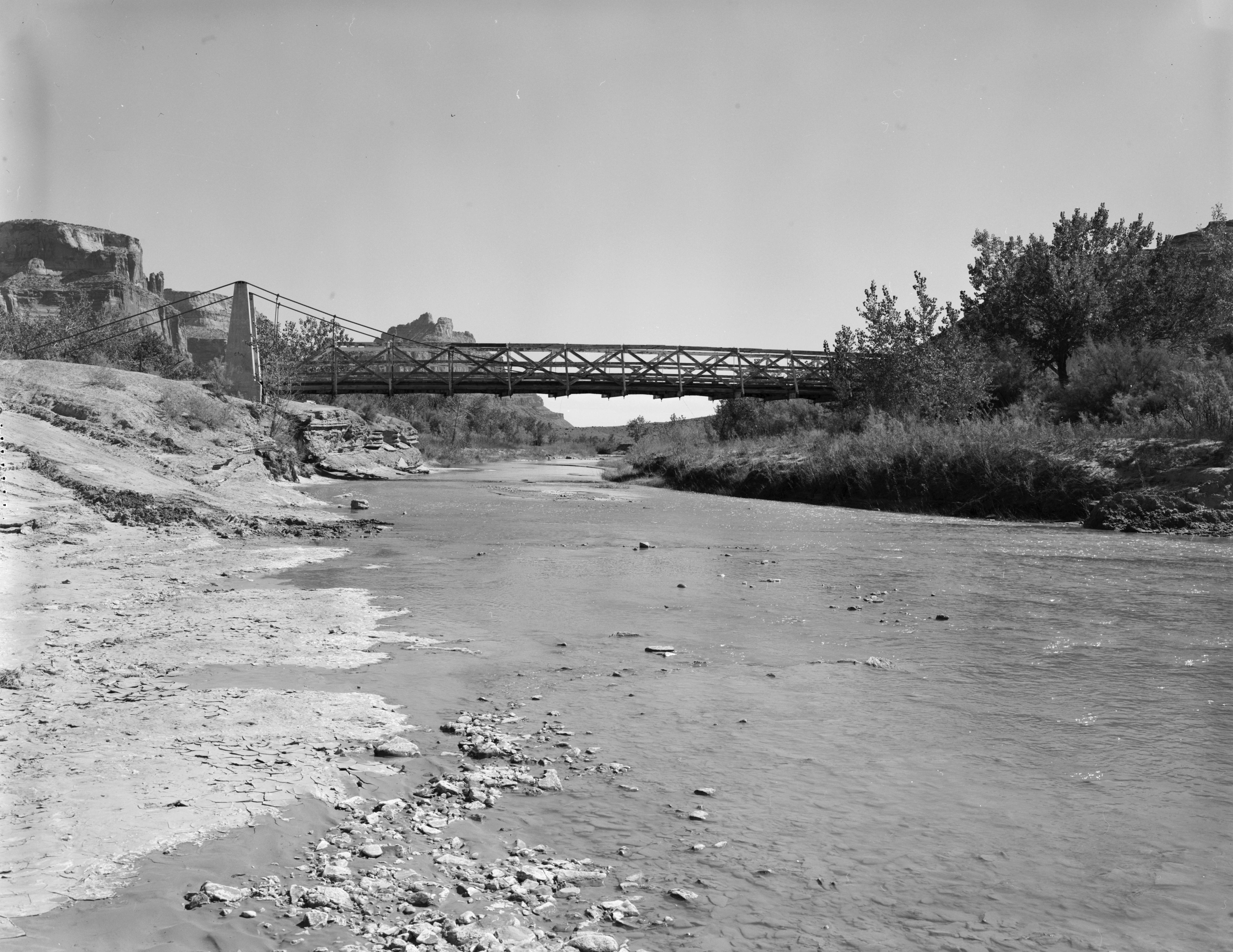
サンラファエル橋

エメリー郡住人は市民保全部隊など多くの不況対策から恩恵を受けた。郡内にはこの部隊のキャンプが幾つか設立された。第959中隊は1933年5月にジョーズ・バレーのキャンプを設立した。その後の数年間でこのキャンプは何度も移転され、1935年にフェロンで恒久的キャンプとなった。この期間に道路、橋、歩道が建設され、公共用地にレンジャー駐屯地などの建設が行われた。多くの隊員が部隊から解雇された後にエメリー郡内に残った。
第二次世界大戦の終戦後、エメリー郡出身の軍人が故郷に戻ってきたときは、相対的に経済が繁栄していた。1946年の農場の収入は1940年の収入の2倍になっていた。炭坑はかなり高い操業度で運営されていた。戦後の時代、近代的水道と衛生の仕組みが構築され、道路が改良され、市街地化の始まった地域では電話のような贅沢品の多くが郡内にもたらされて、郡は成長し、近代化された。郡内の多くのものが改良されたが、そうでないものもあった。農業は相変わらず水供給問題があり、長期間水を保存できるものも無かった。1950年代半ば、この地域は再び干ばつに襲われた。長い間求められてきたジョーズ・バレーの貯水池が現実のものになったのもこの時期だった。
1970年代の全国的経済成長の波に乗り、ユタ電力照明会社がキャッスルデールとハンティントンで大規模石炭焚き発電所を建設し、炭坑の拡大がこれら重要な発電所を加速させたので、エメリー郡の人口も著しく成長した。

### 現在
2007年8月6日月曜日の午前2時48分、ユタアメリカン・エナジーのクランドール・キャニオン鉱山が落盤し、作業員6人が閉じこめられた。この鉱山はユタ州道31号線の直ぐ側にあり、フェアビューの南東約34マイル (54 km)、ソルトレイクシティ市の南140マイル (224 km、直線距離では100マイル (160 km)）にある。作業員は坑口から約3.4マイル (5.4 km)、地下1,500フィート (457 m) に居た。この崩壊はユタ大学の地震計でマグニチュード3.9ないし4.0と記録された地震波を生んだ。石炭の生産では州内第2位の郡であるエメリー郡では、1984年12月に起きたウィルバーグ鉱山の出火で27人が亡くなった事故もあった。

## 経済

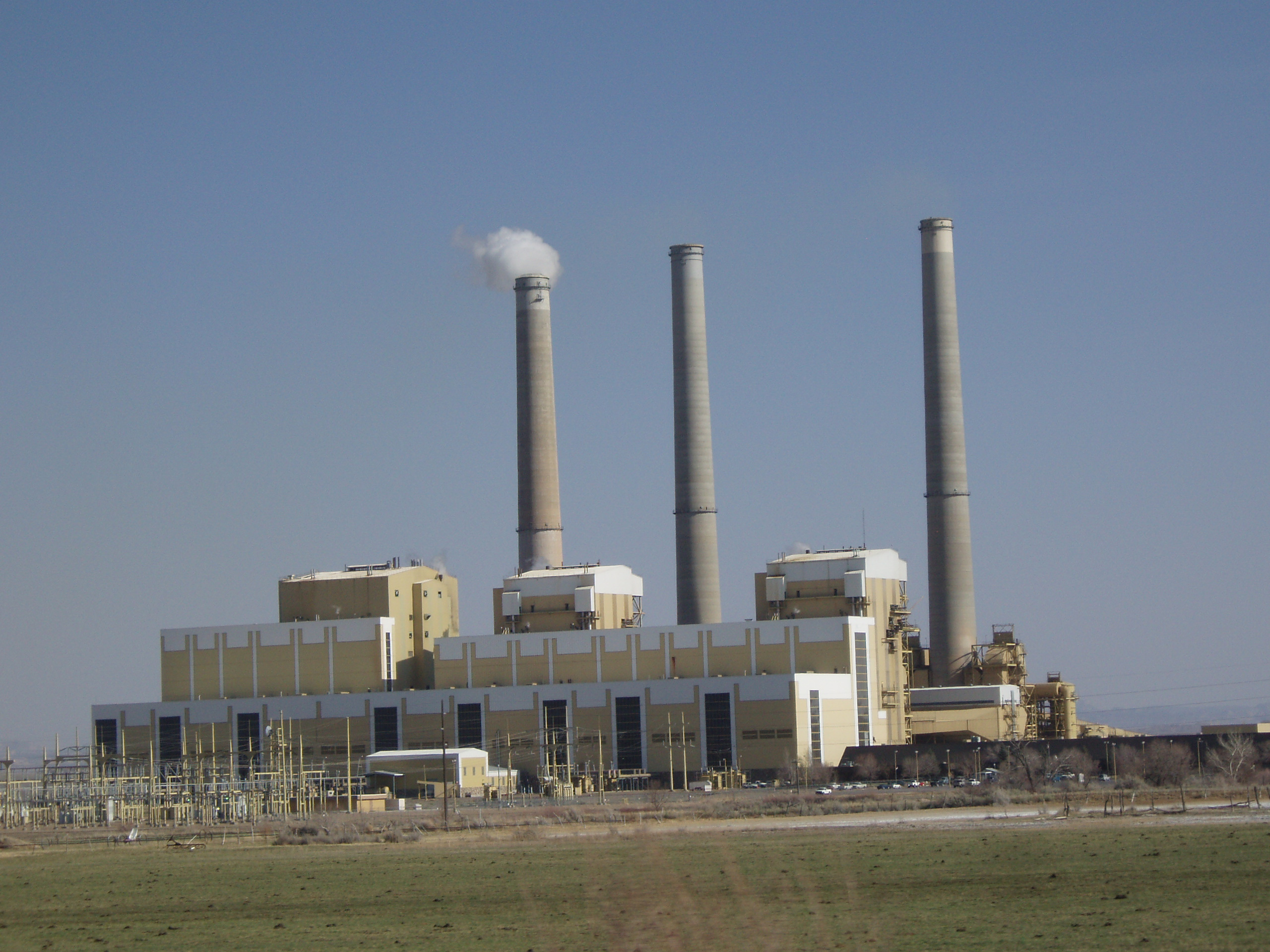
キャッスルデールに近いパシフィコープのハンター発電所

エメリー郡の歴史の大半で農業と酪農業が経済の柱だった。大規模炭坑が開山され、1970年代にキャッスルデールとハンティントンで大型発電所が建設されたことで、その経済は大きく変化し、人口が急増した。この分野における高給が高い収入をもたらしたが、石炭と炭層メタンの市場が落ち込み、鉱業技術が改良されたこともあって、その伸びは鈍化した。その結果、1990年代以降の失業率は州平均を上回っている。郡内にはまだかなりの量の天然資源が残っているが、新しい鉱業生産で生み出された仕事は技術で置き換えられて減った仕事と同じような水準にある。

## 考古学
郡内を流れるレンジ・クリークでは最近フレモント文化の原始遺跡があることが分かってきた。ユタ州はその史跡を所有し、現在はその史跡を同定し、長期保存計画を策定しようとしている。

## 地理
アメリカ合衆国国勢調査局に拠れば、郡域全面積は4,462平方マイル (11,556.5 km2)であり、このうち陸地は1,452平方マイル (11,530.6 km2)、水域は10平方マイル (25.9 km2)で水域率は0.22％である。グリーン川が郡の東境界になっている。ワサッチ山脈が西の境界にある。郡住人の多くはこれら山脈の麓に住んでいる。サンラファエル・スウェル（隆起部）が郡東部の大半を覆っている。

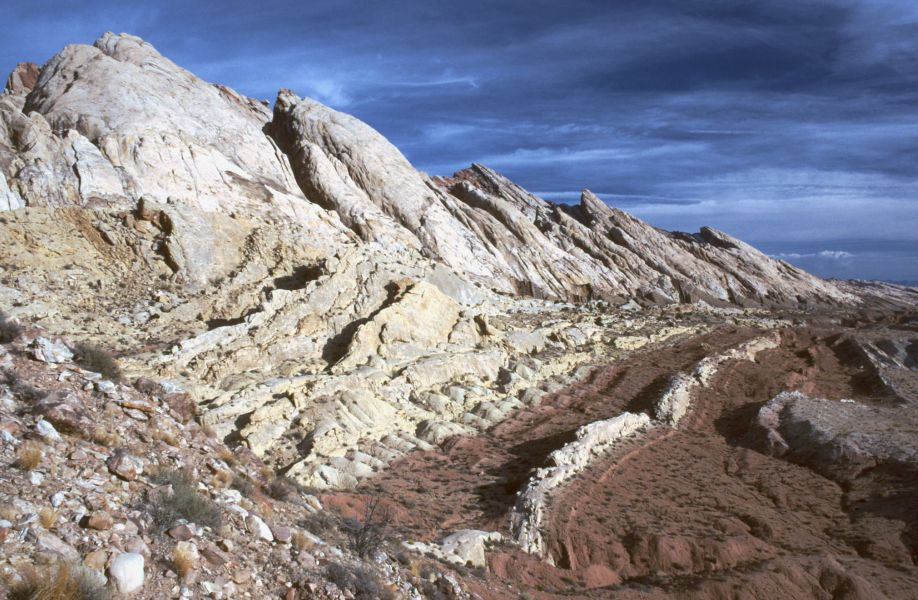
サンラファエル・リーフ

郡の西側が最も人口が多く、西のマンタイ国立の森にほぼ平行にある農業の谷に小さな町が多くある。この森のあるワサッチ山脈から流れ出る水が幾つかの貯水池に貯められている。農業地帯はこれら貯水池や水路に水を頼っており、農業集落の中には過剰な塩分に悩まされているものがある。郡の東側は乾燥し、荒々しい地形である。この地帯で最大の町であるグリーンリバーは隣のグランド郡にある町および経済に密接に結びついている。この地域には地下帯水層が少ないので、地域社会にとって森林地が重要な存在である。
エメリー郡は北をカーボン郡（1894年にエメリー郡から分離設立）、西をワサッチ山脈とサンピート郡にあった当初の集落（エメリー郡の開拓者はここから来た）、南をウェイン郡との人為的な境界、東をグランド郡（1890年にエメリー郡から分離設立）との自然の境界であるグリーン川で囲まれている。郡内には地理的に3つの地域があり、ワサッチ山脈の山岳部、主要な町があるキャッスル・バレー、およびサンラファエル・スウェル、サンラファエル・リーフ、グリーン川西岸の一帯を含む砂漠地である。
サンラファエル川は郡の生命線であり、ワサッチ山脈に源を発し、幾つかの貯水池に貯められた水が農業と工業に使われている。ハンティントン・クリーク、コットンウッド・クリークおよびフェロン・クリークの3つの支流が集落や農地を流れた後で、キャッスル・バレーでサンラファエル川に合流している。その後は岩場や砂漠を蛇行した後にグリーン川と合流する。
地名の多くはインディアン、スペイン人およびイングランド人の影響を受けている。ワサッチは山岳部の隙間を、キトチュパは動物の餌が少ない場所を意味するユト族インディアンの言葉である。ワサッチはサンピート・バレーとキャッスル・バレーの間にある山地の名前である。キトチュパはエメリー市の南にある小さな小川の名前である。スペイン語ではサンラファエルがあり、聖ラルフを意味している。スペインの統治時代に、現在のフェロン・クリークがラファエルと名付けられていた。1873年、測量士のA・D・フェロンがこのクリークに自分の名前を付けたが、その前までラファエルと呼ばれていた。インディアンはこのクリークをカブラと呼び、これはサボテンの実の小さな食べられる部分を意味している。ハンティントン・クリークは当初サンマルカスと呼ばれていた。コットンウッド・クリークは、インディアンがシバリーチ・クリークと呼び、スペイン人はマテオ・クリークと呼んでいた。キャッスル・バレーの場合、インディアンはトンピン・コン・トゥ、すなわち岩屋の土地と呼んでいた。スペイン人はセントジョセフ・バレーと名付けていた。

### 隣接する郡
- カーボン郡 - 北
- グランド郡 - 東
- ウェイン郡 - 南
- セビア郡 - 南西
- サンピート郡 - 北西

### 国立保護地域
- キャピトル・リーフ国立公園（部分）
- マンタイ・ラ・サル国立の森（部分）

## 人口動態
以下は2000年の国勢調査による人口統計データである。
| 基礎データ - 人口: 10,860人 - 世帯数: 3,468 世帯 - 家族数: 2,798 家族 - 人口密度: 1人/km2（2人/mi2） - 住居数: 4,093軒 - 住居密度: 0軒/km5（1軒/mi2） 人種別人口構成 - 白人: 95.64% - アフリカン・アメリカン: 0.18% - ネイティブ・アメリカン: 0.65% - アジア人: 0.31% - 太平洋諸島系: 0.10% - その他の人種: 1.87% - 混血: 1.24% - ヒスパニック・ラテン系: 5.23% 年齢別人口構成 - 18歳未満: 35.4% - 18-24歳: 9.6% - 25-44歳: 24.1% - 45-64歳: 20.9% - 65歳以上: 10.1% - 年齢の中央値: 30歳 - 性比（女性100人あたり男性の人口） - 総人口: 100.8 - 18歳以上: 97.5 | 世帯と家族（対世帯数） - 18歳未満の子供がいる: 45.9% - 結婚・同居している夫婦: 69.8% - 未婚・離婚・死別女性が世帯主: 7.2% - 非家族世帯: 19.3% - 単身世帯: 17.6% - 65歳以上の老人1人暮らし: 8.1% - 平均構成人数 - 世帯: 3.10人 - 家族: 3.53人 収入と家計 - 収入の中央値 - 世帯: 39,850米ドル - 家族: 44,086米ドル - 性別 - 男性: 39,059米ドル - 女性: 18,929米ドル - 人口1人あたり収入: 14,243米ドル - 貧困線以下 - 対人口: 11.5% - 対家族数: 9.4% - 18歳未満: 14.0% - 65歳以上: 8.1% |

## 都市と町

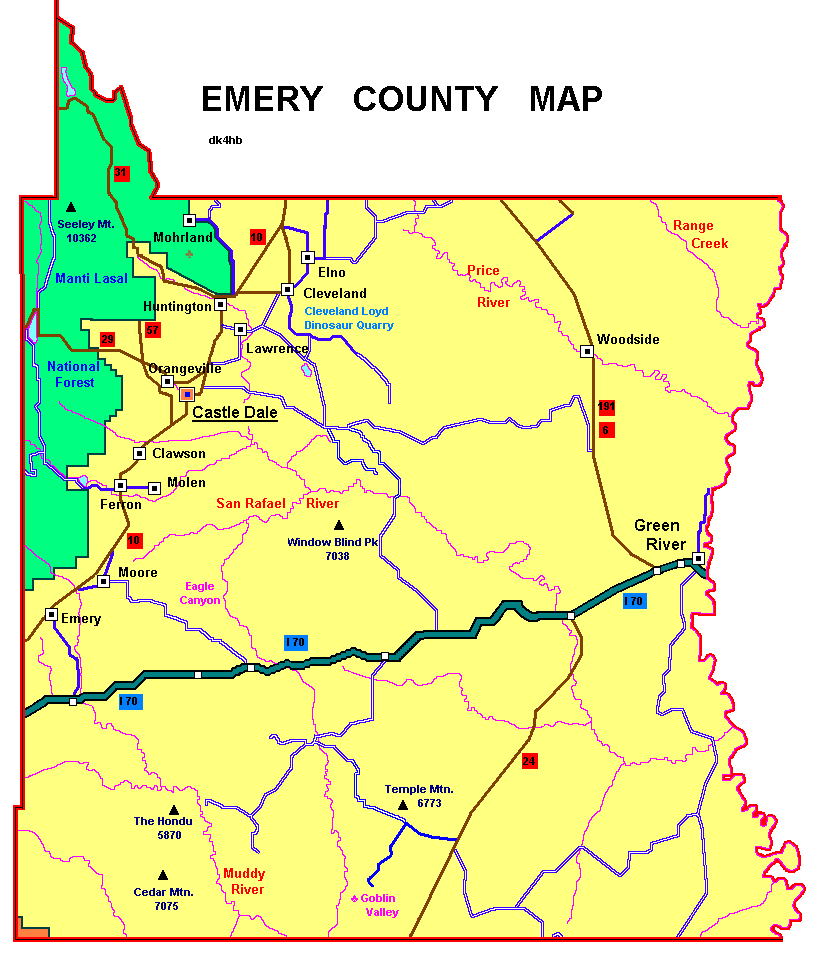
郡の詳細

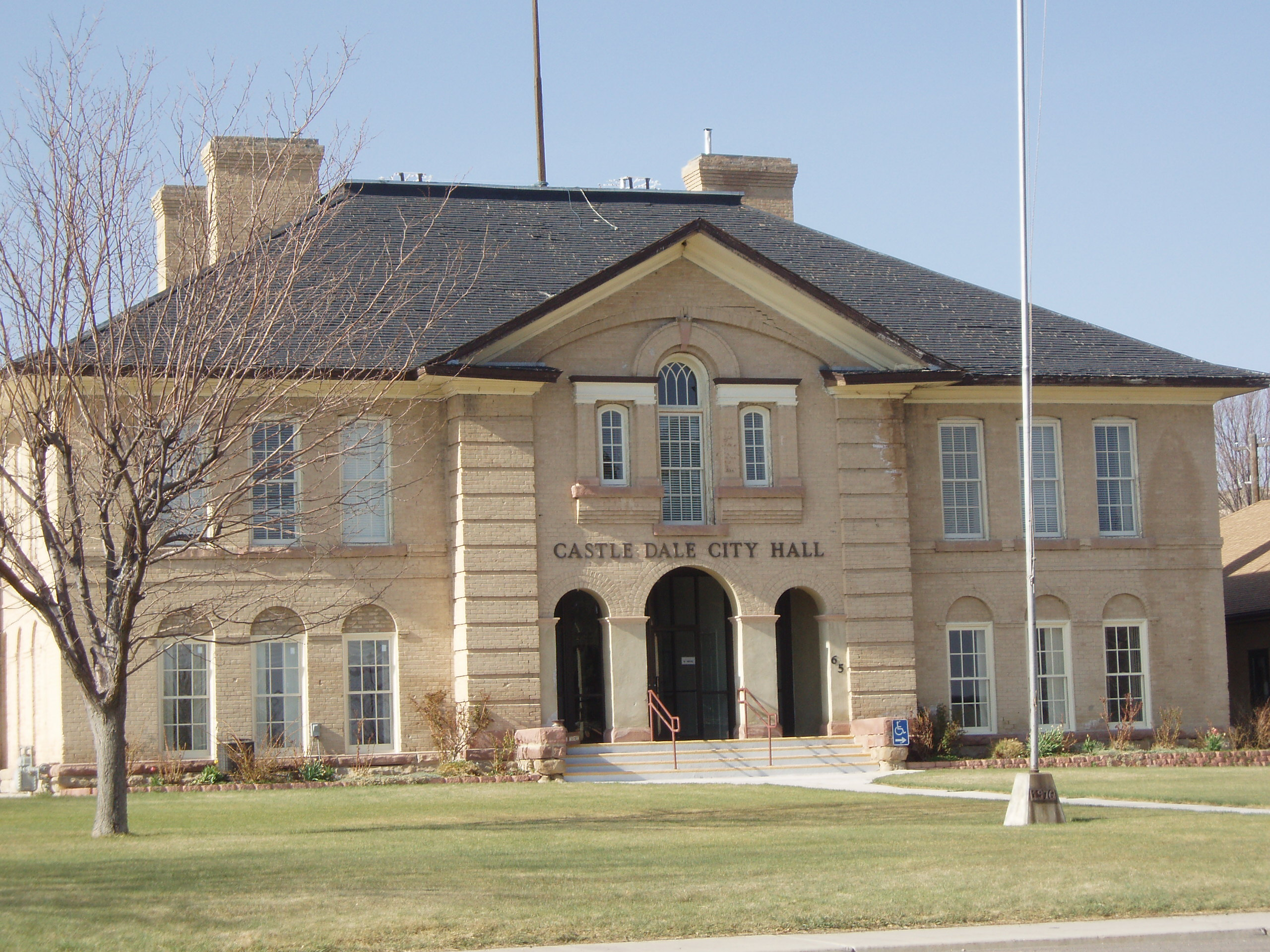
キャッスルデール - 郡庁所在地
- クロウソン
- クリーブランド
- エルモ
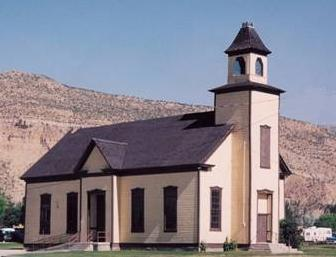
エメリー
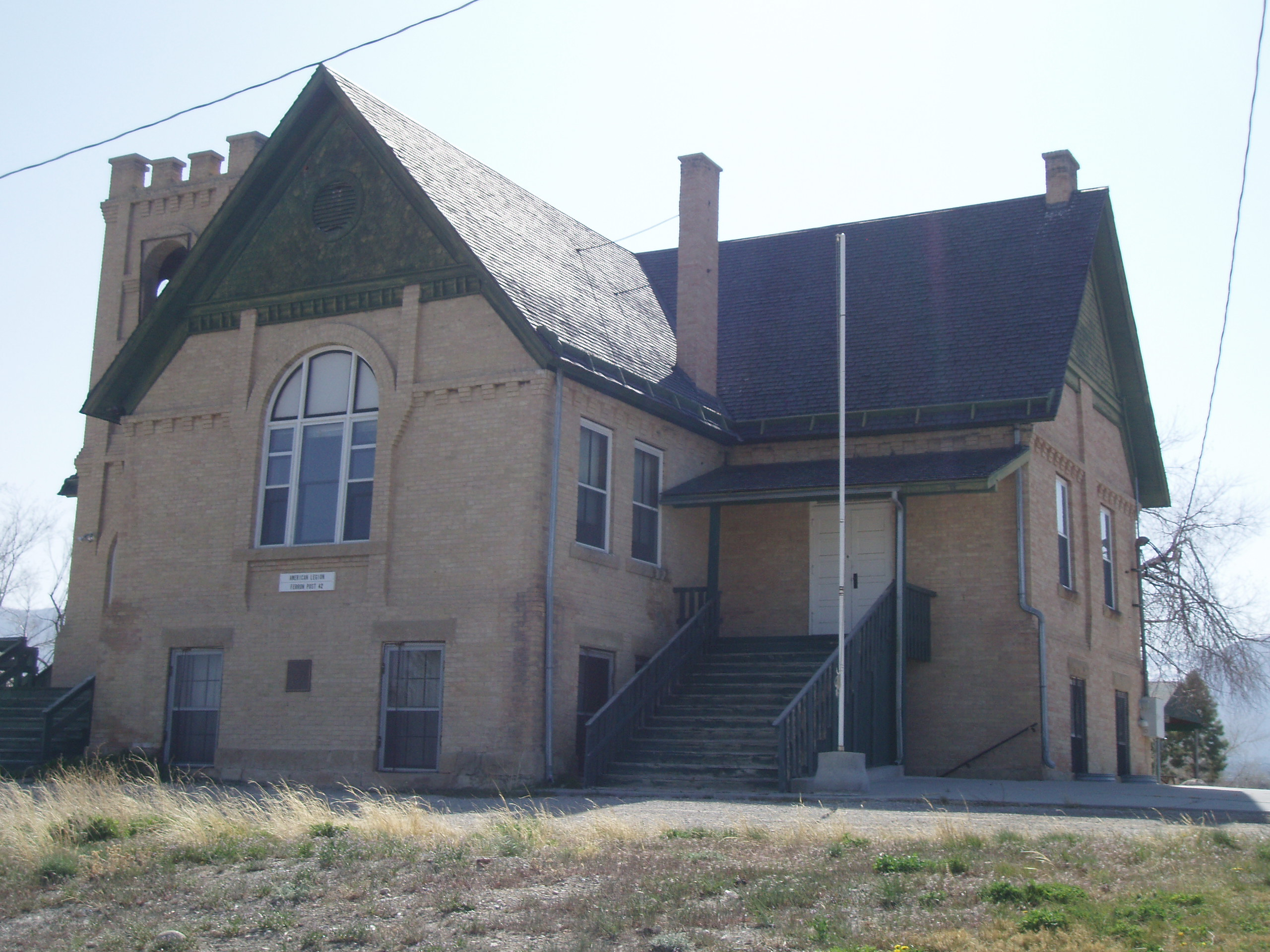
フェロン
- グリーンリバー
- ハンティントン
- ローレンス
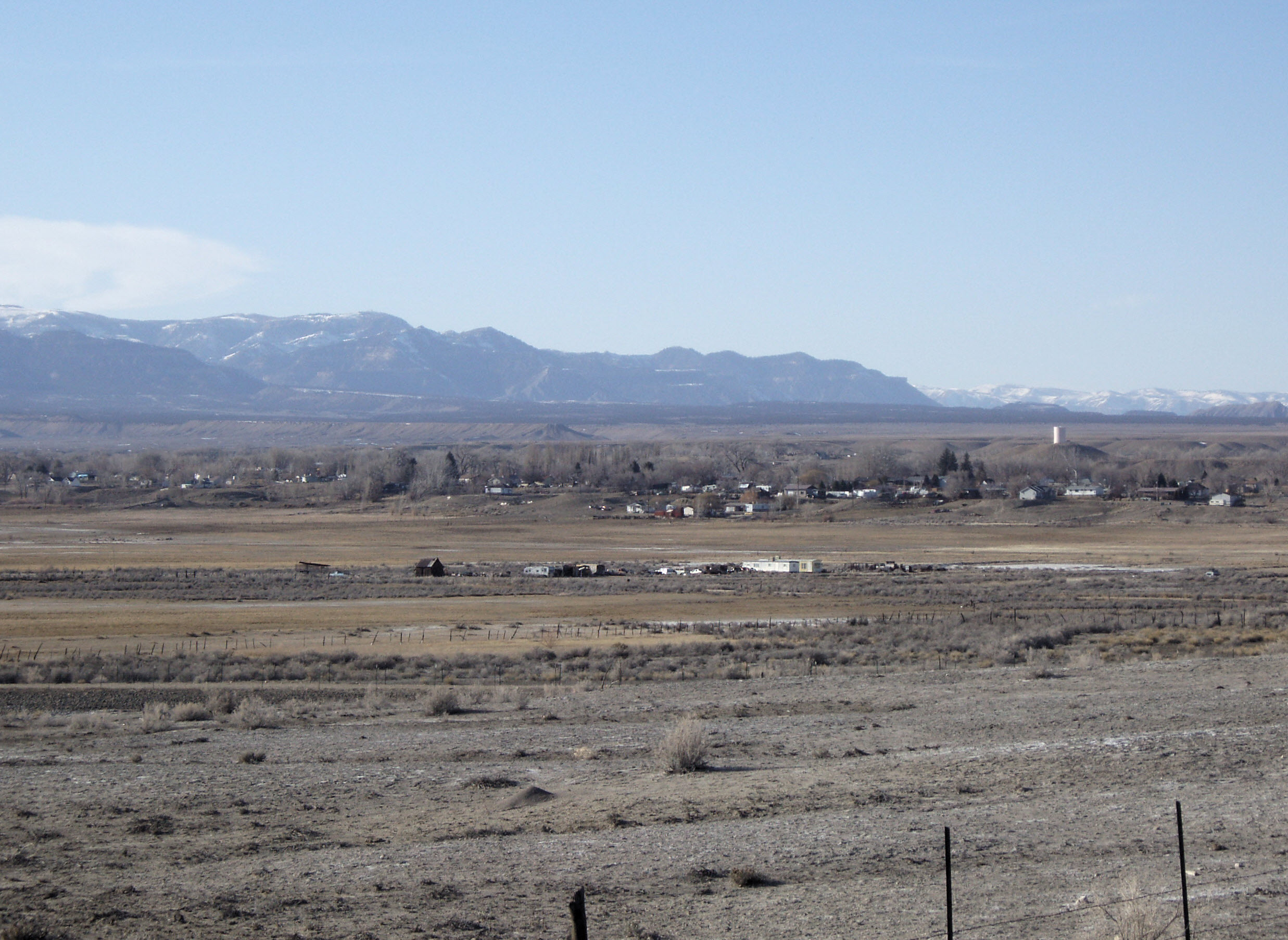
モーアランド（ゴーストタウン）
- ムーア
- オレンジビル
- ウッドサイド（ゴーストタウン）

- キャッスルデール市役所
- エメリーの教会
- フェロン
- クリーブランド

## 交通

### 空港
郡内には次の公共用途空港2つがある。
- グリーンリバー市民空港 (U34)、グリーンリバー市内
- ハンティントン市民空港 (69V)、 ハンティントン市内

## 年中行事
- キャッスル・バレー・ページェント（2年に1回偶数年に開催）
- クリーブランド・デイズ
- エルモ・ホース・アンド・バギー・デイズ
- エメリー・デイズ
- エメリー郡祭
- フェロンピーチ・デイズ
- グリーンリバー・メロン・デイズ
- ハンティントン・ヘリテージ・デイズ
- サンラファエル・スウェル・マウンテンバイク・フェスティバル

## 新聞
- ザ・キャッスル・バレー・レビュー 月刊紙
- エメリー・カウンティ・プログレス 週刊紙

## 大衆文化の中で
- 2009年の映画スター・トレックで、バルカン惑星のシーンはグリーン川近くで撮影された[15]
- 1999年の映画ギャラクシー・クエストで、ティム・アレンが「ゴリニャク」と呼ばれる巨大な岩の怪物と戦うシーンは、ゴブリン・バレー州立公園で撮影された[16]
- ザ・キラーズの2008年のシングル"Human"に使われた音楽ビデオは、ゴブリン・バレーで撮影された[17]

## 学校
- エメリー高校
- グリーンリバー高校
- キャニオンビュー中学校
- サンラファエル中学校

## 観光地
- ジョーズ・バレー貯水池
- サンラファエル・リーフ
- サンラファエル・スウェル
- バックホーン・ドロー・絵文字パネル
- ザ・ウェッジ
- ハンティントン貯水池
- コットンウッド・キャニオン
- ゴブリン・バレー州立公園
- ロチェスター・ロック・アートパネル
- 歴史あるエメリー・モルモン教会